# Madonna del Granduca
Madonna del Granduca – obraz olejny Rafaela namalowany ok. 1505–1506 lub ok. 1506–1507. Znajduje się w zbiorach Palazzo Pitti we Florencji. Uchodzi za jedną z najsłynniejszych Madonn Rafaela.
Przedstawiona na obrazie Maryję i Dzieciątko Jezus są w poważnym i melancholijnym nastroju. Atmosferę potęguje ciemne, jednolite tło. Maryja trzyma dziecko, chcąc je pokazać całemu światu. Maryja ma na sobie czerwoną suknię i błękitny płaszcz. Maryja ma ciemne oczy, łagodny owal twarzy oraz delikatne usta. Dzieciątko zwraca się w stronę widza. Jego smutek i powagę podkreślają gotowość Jezusa do przyjęcia boskiego planu zbawienia. Boskość Maryi i Dzieciątka podkreślają dyskretnie ukazane aureole. Wbrew prawom fizyki światło nie okala postaci, lecz bije od nich.
Obraz został namalowany we Florencji. Nieznany jest zleceniodawca obrazu. Swój tytuł zawdzięcza księciu Toskanii Ferdynandowi Medyceuszowi, który w 1799 (według innego źródła na przełomie 1799 i 1780) roku kupił obraz od antykwariusza Gaetana Galiera. Według przekazów Ferdynand III był zżyty z obrazem, nie oddał dzieła nawet po udaniu się na wygnanie. W 1882 roku obraz trafił do Palazzo Pitti.
Początkowo obraz miał formę tonda. Ponadto pierwotnie Rafael chciał umieścić Maryję z Dzieciątkiem w otoczeniu innych osób. Postacie miały znajdować się we wnętrzu otwierającym się na rozległy krajobraz. Malując obraz Rafael miał trudności z przedstawieniem Dzieciątka, gdyż jego postać jako zbyt duża i nieco nieporadna. 